# Дунфан
Дунфан (кит. спр. 东方市, піньїнь: Dōngfāng Shì) — місто-повіт в південнокитайській провінції Хайнань.

## Географія
Дунфан розташовується на заході острова-провінції на східному узбережжі Тонкінської затоки.

### Клімат
Місто знаходиться у зоні, котра характеризується кліматом тропічних саван. Найтепліший місяць — червень із середньою температурою 28.9 °C (84 °F). Найхолодніший місяць — січень, із середньою температурою 18.9 °С (66 °F).
| Клімат Дунфана (Басо)   | Клімат Дунфана (Басо) | Клімат Дунфана (Басо) | Клімат Дунфана (Басо) | Клімат Дунфана (Басо) | Клімат Дунфана (Басо) | Клімат Дунфана (Басо) | Клімат Дунфана (Басо) | Клімат Дунфана (Басо) | Клімат Дунфана (Басо) | Клімат Дунфана (Басо) | Клімат Дунфана (Басо) | Клімат Дунфана (Басо) | Клімат Дунфана (Басо) |
| Показник                | Січ.                  | Лют.                  | Бер.                  | Квіт.                 | Трав.                 | Черв.                 | Лип.                  | Серп.                 | Вер.                  | Жовт.                 | Лист.                 | Груд.                 | Рік                   |
| Середній максимум, °C   | 23                    | 23                    | 26                    | 29                    | 32                    | 32                    | 32                    | 31                    | 31                    | 29                    | 27                    | 24                    | 28                    |
| Середня температура, °C | 19                    | 19                    | 22                    | 26                    | 28                    | 29                    | 29                    | 28                    | 27                    | 25                    | 23                    | 20                    | 24                    |
| Середній мінімум, °C    | 15                    | 16                    | 18                    | 22                    | 25                    | 26                    | 26                    | 25                    | 24                    | 22                    | 19                    | 16                    | 21                    |
| Норма опадів, мм        | 8                     | 13                    | 17                    | 28                    | 67                    | 135                   | 118                   | 228                   | 175                   | 114                   | 25                    | 5                     | 932                   |
| ----------------------- | --------------------- | --------------------- | --------------------- | --------------------- | --------------------- | --------------------- | --------------------- | --------------------- | --------------------- | --------------------- | --------------------- | --------------------- | --------------------- |
| Джерело: Weatherbase    |                       |                       |                       |                       |                       |                       |                       |                       |                       |                       |                       |                       |                       |